# Andrea Benetti
Andrea Benetti (født 15. januar 1964 i Bologna, Italien) er en italiensk maler.
Benetti skrev 2006 Manifesto dell'Arte Neorupestre ('Manifest for ny hulekunst' ?), som han 2009 præsenterede på den 53. Venedigbiennale ved Università Ca' Foscari Venezia.
Benettis kunst er inspireret af en direkte og indirekte henvisning til de første former for kunst lavet af det forhistoriske menneske. Han brugte stilistiske træk fra hulemalerierne og skabte værker med stiliserede zoomorfe og antropomorfe motiver, geometriske og abstrakte former med farvefelter, som skulle skabe en etisk og filosofisk bro mellem forhistorie og samtidighed, understreget ved brugen af vegetabilske pigmenter og teknikker som basrelief og graffiti.
Hans arbejde findes i nationale og udenlandske kunstsamlinger (bl.a. De Forenede Nationer, Vatikanet og Quirinalet).
I 2020 blev Benetti tildelt "Nettuno-prisen" i byen Bologna.

## Galleri
| - Udvalg af billeder i Benettis stil 'Ny hulekunst', Arte Neorupestre - Aborigeni, Aboriginere - Amore passeggero, Flygtig, efemerisk kærlighed - Automobili, Biler - Caccia V, Jagt - Cavallo a dondolo, Gyngehest - Cavallo con tori, Hest med tyre - Donna preistorica, Forhistorisk kvinde - Esilio, Eksil - Fiori in bianco, Blomster i hvidt - Fiori in nero, Blomster i sort - Fondali marini, Havbund - Golf (scena IV), Golf (scene IV) - I fiori mai nati, Blomsterne aldrig født - Il decollo, Start/Takeoff - Il mio Universo, Mit univers - Il rettile, Krybdyret - Il rinoceronte e le due aquile, Næsehornet og de to ørne - Imbarcazioni II, Både |

## Museer og samlinger (udvalg)
- FNs kunstsamling ( New York, USA) [6]
- Vatikanets kunstsamling ( Città del Vaticano ) [5]
- MACIA - Italiensk museum for moderne kunst i Amerika ( San José - Costa Rica ) [7]
- Quirinal Art Collection ∙ Italiens præsidentskab for republikken ∙ (Rom - Italien) [5]
- Palazzo Montecitorio ∙ Italiensk parlament ∙ Chamber Of Deputie (Rom - Italien) [8]